# 麥勒克斯·史密斯
麥勒克斯·里德爾·史密斯（英語：Mallex Lydell Smith，1993年5月6日—），為美國職棒大聯盟的外野手，目前效力於瓜達拉哈拉街頭樂隊。他先前曾效力過勇士、光芒與水手等隊。
史密斯原本在2011年美國職棒大聯盟選秀的第13輪被釀酒人隊選走，不過他當時並未與球隊簽約，後來他在隔年的選秀會上於第5輪被教士隊選走。

## 職業生涯

### 亞特蘭大勇士
2014年12月19日，教士隊用史密斯、Dustin Peterson、麥克斯·弗里德和傑斯·彼得森等四名選手向勇士隊交易賈斯汀·厄普頓和Aaron Northcraft等兩名球員。2015年他從2A開始他的職業生涯，由於他在2A的打擊率高達3成40，因此他很快就升上3A。而他在3A的打擊率也有3成06，所以他在球季結束後被勇士隊加進40人名單內。
2016年球季初，史密斯先待在3A。之後他在4月11日登上大聯盟，面對麥斯·薛澤擊出大聯盟首安。不過他在那場比賽中因為在一次的盜壘嘗試中不慎被頭盔劃傷臉部，因此他提前退場。2天之後，他達成生涯首次盜壘成功。4月17日，他打回生涯首分打點。並在5月3日擊出大聯盟首轟。6月20日，史密斯因為在比賽中被觸身球擊中而退場休息。最後他一路休息到9月17日才重返球場。史密斯在休賽季時加入墨西哥太平洋聯盟的球隊，不過他在10月遭到釋出。後來他又加入波多黎各的職棒球隊，不過因為斜肌受傷，因此他在12月離開球隊。

### 坦帕灣光芒

#### 2017年
1月11日，勇士隊先將史密斯、Shae Simmons交易至水手隊換來Luiz Gohara和Thomas Burrows。歲後水手隊在同一天將史密斯、Ryan Yarbrough與Carlos Vargas三人交易至光芒換來德魯·史邁利。4月9日，史密斯單場擊出兩支安打，並選到3次保送，最後還跑回球隊致勝分。8月18日，因為凱文·基爾邁爾傷癒回歸，因此史密斯被下放至小聯盟。該年他出賽81場比賽，打擊率2成70，還有16次盜壘成功。

#### 2018年
這一年史密斯與Denard Span輪流防守左外野。在凱文·基爾邁爾受傷後，史密斯改任中外野手。他在上半季就達成生涯新高的單季86場出賽。後來Span在季中被交易，所以光芒隊的左中外野就完全交給史密斯和基爾邁爾。8月26日，史密斯因為病毒感染而進入傷兵名單。當時他的打擊率為3成07，還有27次盜壘成功。該年他出賽141場比賽，打擊率2成96，40次盜壘成功為美聯第二。當時他的WAR為3.5，在隊上僅次於喬伊·溫德爾。

### 西雅圖水手

#### 2019年
2018年11月8日，光芒隊將史密斯和Jake Fraley交易至水手，換來麥克·祖尼諾、Guillermo Heredia和Michael Plassmeyer等三名選手。他在春訓時因為丟球過度造成手部不舒服，使得他無法參與球隊在東京的海外開幕戰。3月28日，史密斯完成他在水手隊的初登板。不過由於他在4月的打擊率僅1成65，因此他在4月30日被下放至3A，直到5月16日才回到大聯盟。該年他的打擊率為2成27，46次盜壘成功也讓他拿下美聯盜壘王。

#### 2020年
這年他水手隊僅繳出1成33打擊率的成績，因此他在9月11日被球隊從40人名單中移除。9月28日，他成為自由球員。

### 紐約大都會
2020年11月4日，史密斯和大都會簽下小聯盟合約。但他一場比賽都沒有打，就在5月28日被球隊釋出。

### 辛辛那提紅人
2021年6月18日，史密斯和紅人簽下小聯盟合約。他在紅人3A的打擊率為2成31，並敲出1轟與5分打點。

### 多倫多藍鳥
2021年8月14日，史密斯和藍鳥簽下小聯盟合約。加盟後他被指派到3A。

## 外部連結
- 球員資訊和成績在MLB，ESPN，Baseball-Reference，Fangraphs（英文）